# The Inner Sanctum
The Inner Sanctum es el décimo séptimo álbum de estudio de la banda británica de heavy metal Saxon, publicado en 2007 por SPV/Steamhammer Records. Es el primer trabajo donde participa el baterista Nigel Glockler, tras su retorno a la banda a mediados de 2005. Además cuenta con la participación especial de los vocalistas Lemmy Kilmister de Motörhead, Angry Anderson de Rose Tattoo y Andi Deris de Helloween, quienes cantaron junto con Biff Byford en la canción «I've Got to Rock (to Stay Alive)».
El 3 de abril del mismo año la discográfica volvió a lanzar el disco en una edición limitada, la cual incluía un DVD con diez canciones grabadas en distintas ciudades en Europa.

## Lista de canciones
Todas las canciones escritas por Saxon.

| N.º | Título                             | Duración |  |
| 1.  | «State of Grace»                   | 5:37     |  |
| 2.  | «Need for Speed»                   | 3:08     |  |
| 3.  | «Let Me Feel Your Power»           | 3:29     |  |
| 4.  | «Red Star Falling»                 | 6:16     |  |
| 5.  | «I've Got to Rock (to Stay Alive)» | 4:40     |  |
| 6.  | «If I Was You»                     | 3:27     |  |
| 7.  | «Going Nowhere Fast»               | 4:15     |  |
| 8.  | «Ashes to Ashes»                   | 4:52     |  |
| 9.  | «Empire Rising»                    | 0:41     |  |
| 10. | «Atila the Hun»                    | 8:09     |  |

| Pista adicional en ciertas ediciones |                                 |          |  |
| N.º                                  | Título                          | Duración |  |
| 11.                                  | «If I Was You» (versión single) | 3:06     |  |

## Posicionamiento en listas semanales
| País        | Lista                | Posición |
| ----------- | -------------------- | -------- |
| Reino Unido | UK Rock Albums Chart | 4        |
| Alemania    | Media Control Charts | 36       |
| Suecia      | Sverigetopplistan    | 39       |
| Suiza       | Swiss Music Charts   | 89       |
| Reino Unido | UK Albums Chart      | 102      |
| Francia     | French Albums Chart  | 138      |
| Japón       | Japan Albums Chart   | 162      |

## Miembros
- Biff Byford: voz
- Paul Quinn: guitarra eléctrica
- Doug Scarratt: guitarra eléctrica
- Nibbs Carter: bajo
- Nigel Glockler: batería

Músicos invitados
- Lemmy Kilmister, Angry Anderson y Andi Deris: voz en «I've Got to Rock (to Stay Alive)»
- Matthias Ulmer: teclados